# Methlini
Los metlinos (Methlini) son una tribu de coleópteros adéfagos  perteneciente a la familia Dytiscidae. 

## Géneros
Tiene los siguientes géneros.
- Celina
- Methles